# جامعة بار إيلان

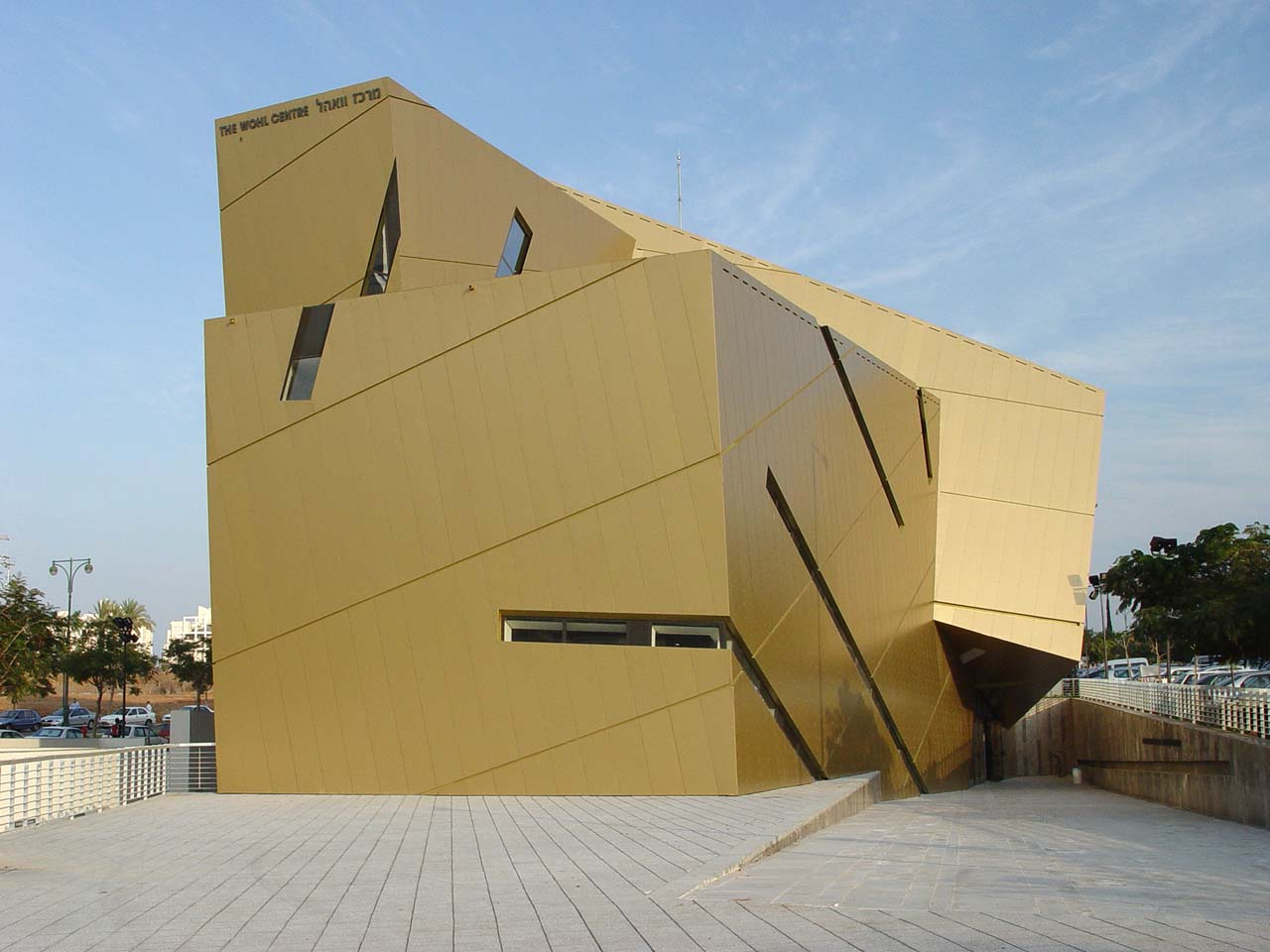
مركز واهل في جامعة بار إيلان

جامعة بار إيلان هي جامعة عامة في إسرائيل تأسست عام 1955. تقع في مدينة رمات غان. تأسست عام 1955, في مدينة رمات غان, سميت كذلك على اسم أحد قادة الصهيونية الدينية: مائير بار إيلان. أُقيمت الجامعة لتدعيم العلوم اليهودية وعلوم أخرى.

## إحصائيات
يبلغ عدد طلاب الجامعة 26,367 طالب، منهم 6,806 طالب دراسات عليا.
تحتوي الجامعة على عدة كليات أساسية، منها كلية العلوم اليهودية، كلية الحقوق, كلية العلوم الدقيقة وعلم الأحياء.
يذكر أن الجامعة، ومع كونها تمتاز بهوية صهيونية دينية، إلا أن العديد من الطلاب العرب في إسرائيل يدرسون فيها، معظمهم من منطقة المثلث الجنوبي ومدن المركز. والحساسية السياسية بين العرب والصهيونيين الدينيين تكاد تكون معدومة داخل الحرم الجامعي.

## وصلات خارجية
- الموقع الإلكتروني